# Straß (Pfullendorf)
Straß ist ein Wohnplatz Denkingens, einer von sieben Ortschaften der Stadt Pfullendorf im baden-württembergischen Landkreis Sigmaringen in Deutschland.

## Geographie

### Geographische Lage
Das Dorf Straß liegt auf der Gemarkung Denkingen westlich von Hilpensberg im Grenzbereich zwischen dem Landkreis Sigmaringen und dem Bodenseekreis (Oberhaslach, Gemeinde Heiligenberg).
Die Europäische Hauptwasserscheide zwischen Rhein und Donau verläuft durch Straß nach Aftholderberg.

## Geschichte
Urkundlich wurde Straß erstmals im Jahr 1235 (Kopie 13. Jahrhundert) als Straze erwähnt. Straß war Teil des Amts Denkingen des Spitals Überlingen. Das Dorf gehörte zum Gebiet der freien Reichsstadt Überlingen. Mit dem Reichsdeputationshauptschluss verlor Überlingen 1803 die Reichsunmittelbarkeit und wurde Teil des Kurfürstentums bzw. späteren Großherzogtums Baden. Verwaltet wurde es vom Amt bzw. Bezirksamt Überlingen. Im Jahr 1939 ging das Bezirksamt in den Landkreis Überlingen auf.
Im Zuge der Gemeindegebiets- und Kreisreform in Baden-Württemberg wurde die bis dahin selbständige Gemeinde Denkingen und somit auch Straß zum 1. Januar 1973 zur Stadt Pfullendorf eingemeindet und diese zeitgleich dem Landkreis Sigmaringen zugeordnet.

### Einwohner
In Straß leben aktuell 74 Einwohner (Stand: Mai 2015).

## Religion
Kirchlich gehört Straß zur römisch-katholischen Pfarrei Denkingen.

## Kultur und Sehenswürdigkeiten

### Bauwerke
- Die barocke Kath. Kapelle St. Georg (Straß 8) wurde im Jahr 1698 (nach Bezeichnung) erbaut und 1948 renoviert.[1] Der denkmalgeschützte verputzte Massivbau mit Dachreiter ist dem Heiligen Georgius geweiht.[6]
- Das Alte Wegkreuz wurde im Jahr 1882 von der Familie Linder auf ihrem Hofgrundstück am Ortsende in Richtung Hattenweiler aufgestellt. Nachdem das Steinkreuz mit vergoldetem Christuskorpus schon mehrmals umgestürzt war, zeigte es sich grau, unansehnlich und abgesplittert. Die Inschrift war unleserlich und im Sandsteinsockel fehlte das Medaillon. 2013 wurde es vom heutigen Nachbar Fritz Bärenbold und der Soldatenkameradschaft Denkingen restauriert und erneut kirchlich geweiht.[7][8]
- Des Weiteren befindet sich im Ort das Ehemalige Waaghäuschen.